# Otsma Jehudit
Otsma Jehudit / Otzma Yehudit (Hebreeuws: עוצמה יהודית, Nederlands: Joodse Macht), voormalig bekend als Otsma LeJisrael (Hebreeuws: עוצמה לישראל, Nederlands: Macht voor Israël) is een extreemrechtse politieke partij in Israël van religieus-zionistische signatuur. De partij is op 13 november 2012 opgericht door Michael Ben-Ari en Aryeh Eldad, die werden verkozen als leden van de Nationale Unie. Sinds 2019 is Itamar Ben-Gvir de partijleider.
Tot 2021 heeft Otsma Jehudit geen zetel weten te behalen. In 2021 deelde Otsma Jehoedit samen met de religieus-Zionistische partij en Noam een lijst bij de verkiezingen. Itamar Ben-Gvir haalde een zetel. In november 2022 verkreeg de partij via dezelfde lijst zes zetels in de Knesset.
De partij is een aanhanger van het Kahanisme, een extreemrechtse ideologie geformuleerd door de activist, politicus en rabbijn Meir Kahane. De belangrijkste leden van Otsma Jehudit zijn tevens ook leden geweest van Kahane's partij Kach. De partij gebruikt op zijn stembiljetten het kiessymbool נץ, Hebreeuws voor 'havik'.

## Deelname
De partij heeft sinds 2013 meegedaan aan verkiezingen voor de Knesset. In 2013 deed het als Otsma LeJisrael mee en kreeg het 1,76% van de stemmen, te weinig om de kiesdrempel van 2% te halen. In 2015 vormde Otsma een coalitie met de orthodoxe partij Yachad (Samen) van voormalig Shas-leider Eli Yishai, maar het haalde de kiesdrempel alweer niet. In april 2019 vormde het de Unie van Rechts-Religieuze Partijen samen met het Joodse Huis en Tkuma, die uiteindelijk een lijst presenteerde zonder enig lid van Otsma Jehudit nadat de enige kandidaat van de partij door het Hooggerechtshof werd afgekeurd. In september 2019 en 2020 deed Otzma onafhankelijk mee, waarbij in september coalities werden onderzocht met Tzomet, Nieuw Rechts, Tkoema en Noam, waarbij geen enkele coalitie werd aanvaard.